# آلارد
آلارد (انگلیسی: Allard Motor Company) شرکت خودروسازی بریتانیایی است، که در سال ۱۹۴۶ تأسیس شد.